# Segelfluggelände Stauffenbühl

i7
i11
i13
Das Segelfluggelände Stauffenbühl liegt in der Stadt Eschwege im Werra-Meißner-Kreis in Hessen, etwa 3 km südlich des Zentrums von Eschwege.

## Flugbetrieb
Das Segelfluggelände ist mit einer 900 m langen und 30 m breiten Start- und Landebahn aus Gras (Richtung 02/20) ausgestattet. Der südliche Teil der Start- und Landebahn weist einen erheblichen Höhenunterschied von 30 m auf. Das Segelfluggelände besitzt eine Betriebszulassung für Segelflugzeuge, Motorsegler und Ultraleichtflugzeuge. Als Startarten sind Flugzeugschleppstart und Windenstart zugelassen. Der Halter und Betreiber des Segelfluggeländes ist der Eschweger Luftsportverein e. V. Der Verein wurde 1950 gegründet.

## Zwischenfälle
- Am 28. September 2013 befand sich eine Schleicher ASK 13 auf der Piste 20 im Landeanflug. Gleichzeitig startete auf der Piste 02 ein weiteres Segelflugzeug per Windenstart. Die ASK 13 blieb im Endanflug in einer Höhe von etwa 50 m mit der rechten Tragfläche am bereits ausgeklinkten Windenseil hängen. Dabei riss die rechte Tragfläche ab. Die ASK 13 stürzte ab und wurde dabei zerstört.[4] Der 85-jährige Pilot und seine 22-jährige Begleiterin wurden schwer verletzt.[5] Dem Piloten wurde der rechte Unterschenkel amputiert. Die Begleiterin verlor ihr ungeborenes Kind.[6] Ein Vereinsmitglied hatte sich eigenmächtig zum Flugleiter bestellt, obwohl er dafür nicht qualifiziert war, und hatte sowohl eine Landeerlaubnis für die ASK 13 als auch eine Starterlaubnis für das zweite Segelflugzeug erteilt. Er wurde wegen fahrlässiger Körperverletzung zu einer Freiheitsstrafe von sechs Monaten, ausgesetzt für zwei Jahre auf Bewährung, verurteilt.[5]
- Am 23. Juni 2021 stürzte ein Segelflugzeug vom Typ Grob G 103 C Twin III Acro im Endanflug auf die Piste 20 aus einer Höhe von 30 m über Grund ab, da der Pilot die Kontrolle über das Segelflugzeug verlor, als er versuchte, die Haube des Segelflugzeugs zu schließen, die sich im Flug geöffnet hatte. Der Pilot und sein Fluggast wurden tödlich verletzt. Das Segelflugzeug wurde komplett zerstört.[7][8]